# Manuel Halcón y Villalón-Daoíz
Manuel Halcón y Villalón-Daoíz (Sevilla, 25 de desembre de 1900-Madrid, 29 de juliol de 1989), marqués de Villar de Tajo i cavaller mestrant de Sevilla, va ser un escriptor, periodista i acadèmic espanyol.

## Començaments
Membre de la família dels marquesos de San Gil, descendent de Luis Daoíz, heroi del 2 de Maig, va passar la seva joventut entre Sevilla, Lebrija i Morón, localitat on vivia un dels seus millors amics, el seu cosí el poeta Fernando Villalón. Va tenir el seu primer èxit literari el 1925, quan va rebre el Premi Izquierdo, concedit per l'Ateneu de Sevilla, per la seva primera novel·la, El hombre que espera. Durant els anys vint va treballar com a periodista dels diaris El Liberal i Noticiero de Sevilla, a més de col·laborar amb les revistes Mediodía, Papel de Aleluyas, Oromana o Letras. Precisament en aquesta última revista sortiria publicada per primera vegada la seva segona novel·la, Los treinta años de una mujer (1926). El llibre de relats Fin de raza, de 1927, va ser la seva última publicació abans de la guerra civil.

## Guerra Civil
Durant la guerra civil va col·laborar i posteriorment va dirigir la revista Vértice, revista nacional de la Falange, durant tot 1939, «Any de la Victòria», també va col·laborar en el diari F.E. i va obtenir el Premi Unitat per les seves cròniques de guerra. El 1939 va ser sotsdirector del diari ABC i va obtenir el premi Mariano de Cavia. Acabada la guerra, el 1941 va publicar una biografia de Fernando Villalón titulada Recuerdos de Fernando Villalón. A més, dirigiria l'editorial Rivadeneyra donant via lliure a moltes de les millors revistes culturals del moment. Va ser membre del Consejo de la Hispanidad i de la Reial Acadèmia Espanyola de la Llengua.

## Postguerra
El 13 de setembre de 1940 Ramón Serrano Súñer com enviat especial de Franco marxà cap a Alemanya acompanyat d'una sèrie de persones inclinades en favor del nacionalsocialisme, en aquest seguici hi figuren Demetrio Carceller Segura junt amb Miguel Primo de Rivera, Dionisio Ridruejo, Antonio Tovar i Miguel Mora Figueroa.
Els vint-i-sis següents anys va dirigir la revista Semana, combinant el seu treball periodístic amb el literari. Aquesta revista havia estat fundada per ell i el seu amic, Manuel Aznar Zubigaray, però aquest últim acabaria abandonant la publicació per les seves responsabilitats diplomàtiques. El 1944 va publicar la seva novel·la més famosa, Las aventuras de Juan Lucas, que seria adaptada al cinema anys més tard. En els anys cinquanta publicà la novel·la curta Los pasos de Mary (1951), i les novel·les La gran borrachera (1953) i Los dueños (1956), així com un conjunt de contes titulat Narraciones. A més va fer dues incursions en el teatre: el 1950, La condesa de la Banda; i el 1953, Salto al cielo, que era una versió de la seva novel·la La gran borrachera. El 1961 va obtenir el Premi Nacional de Novel·la per Monólogo de una mujer fría. El 1964 publicà Desnudo por pudor, una novel·la sobre la Costa del Sol, i el 1967 Ir a más, on s'introdueix per primera vegada en la seva obra dins del camp andalús, i que és preàmbul d'una de les seves obres més famoses, Manuela (1970), que seria duta al cinema. El 1979 aparegué la seva última obra, Cuentos del buen ánimo.

## Política
Procurador en les Corts Espanyoles, en virtut del seu càrrec com a Canceller del Consell de la Hispanitat durant la I Legislatura, constituïdes el 16 de març de 1943. Membre del tercer Consejo Nacional del Movimiento.
Un dels disset procuradors que amb deu personalitats signen el Manifest dels Vint-i-set promogut pel també procurador Joan Ventosa i Calvell amb l'esperança d'una restauració monàrquica en la persona de Joan de Borbó i la reconstrucció del seu vell partit la Lliga Catalana.

## Obres
Novel·les
- Las aventuras de Juan Lucas
- Los pasos de Mary
- La gran borrachera
- Los dueños
- Monólogo de una mujer fría
- Desnudo por pudor
- Ir a más
- Manuela
- Cuentos del buen ánimo

Teatre
- La condesa de la Banda
- Salto al cielo